# 5 de 7

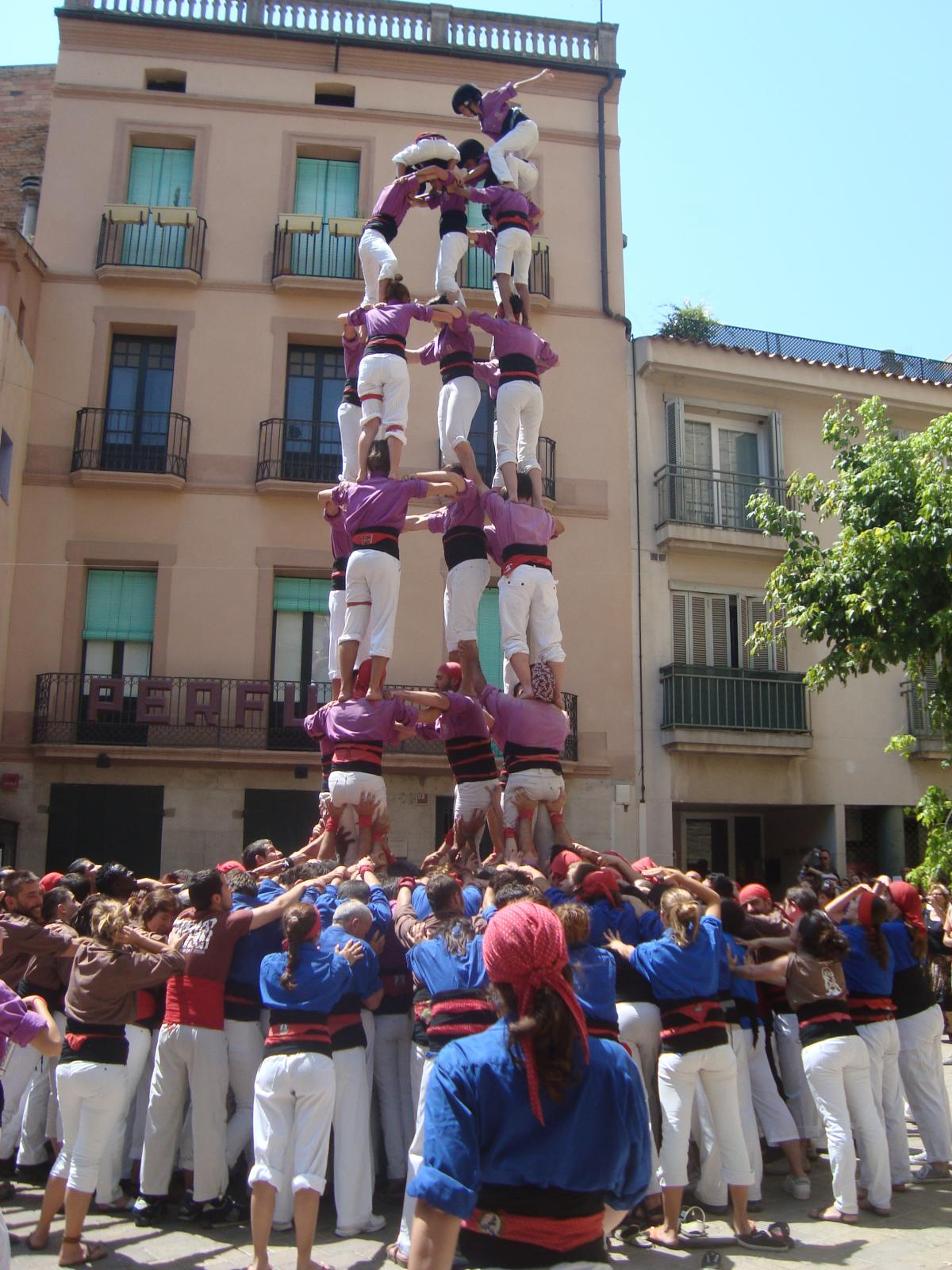
5 de 7 dels Moixiganguers d'Igualada

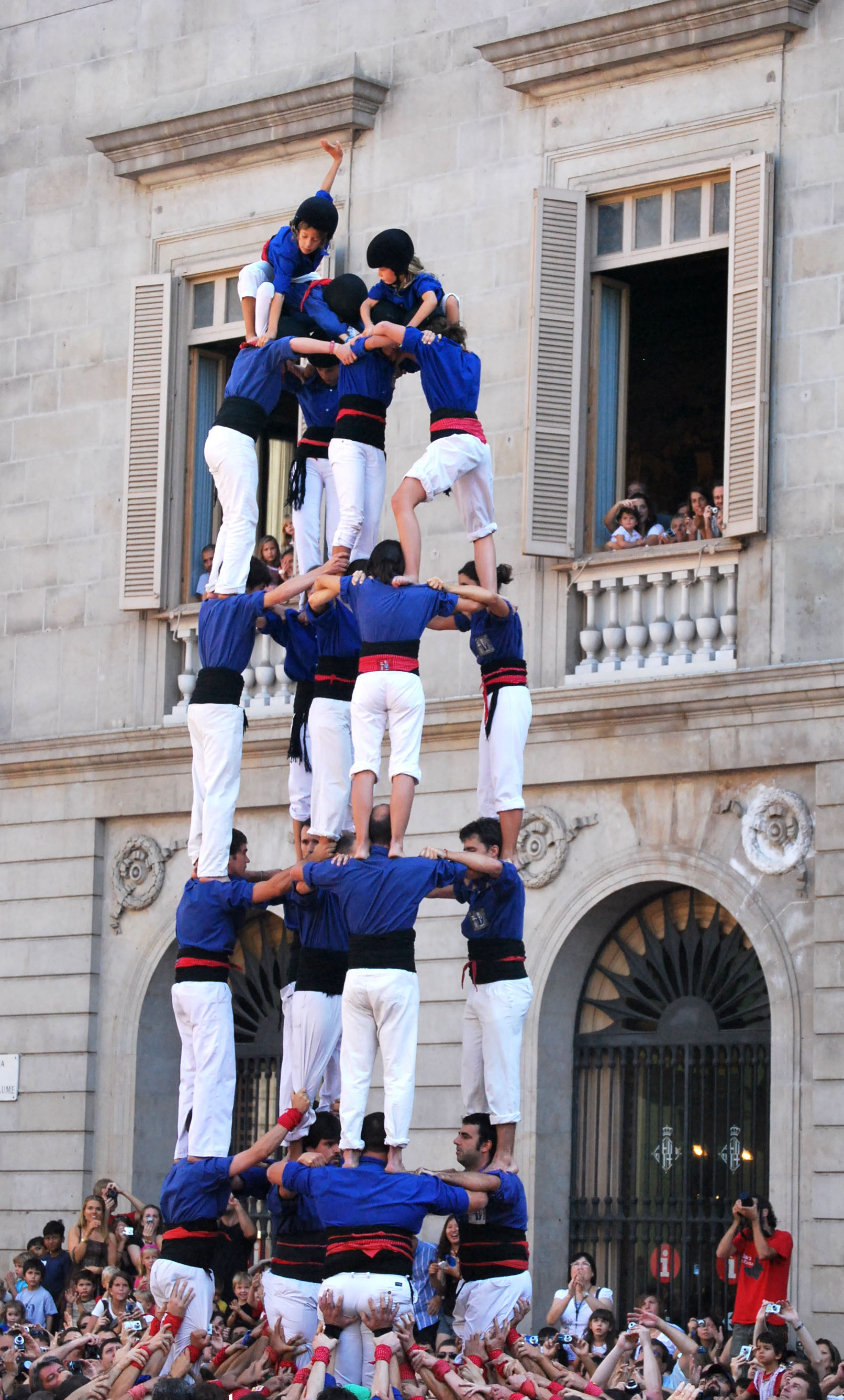
5 de 7 dels Castellers de la Vila de Gràcia en la diada de la Mercè del 2009

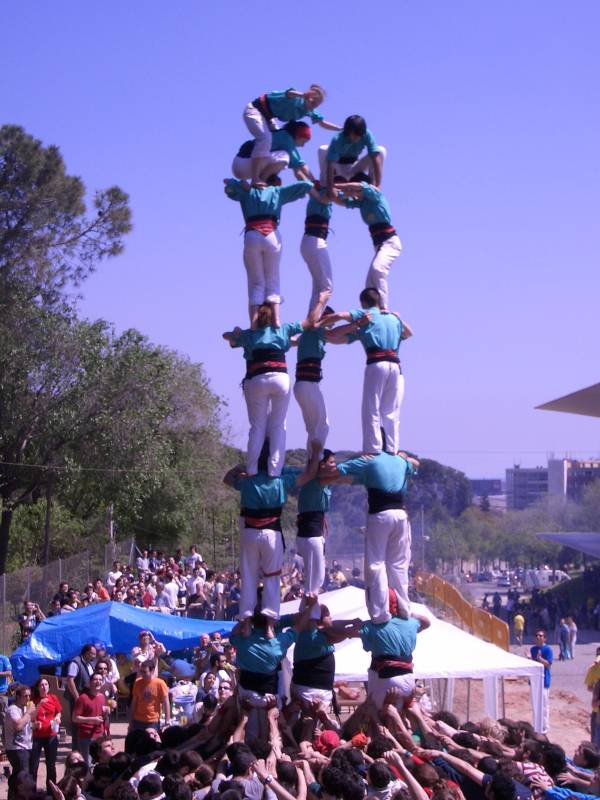
Primer 5 de 7 dels Arreplegats de la Zona Universitària i primer fer per una colla castellera universitària

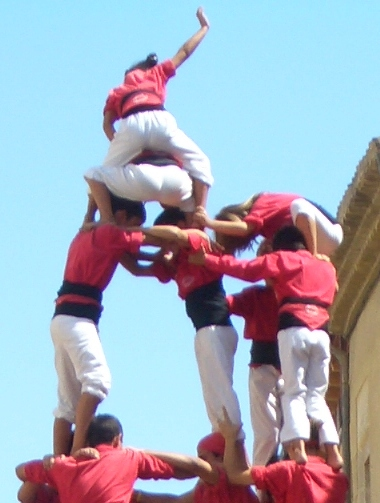
Detall del pom de dalt d'un 5 de 7 dels Minyons de l'Arboç

El 5 de 7 és un castell de 7 pisos d'alçada i 5 persones per pis. S'estructura de manera composta, amb un tres i una torre (o dos) que s'agafa a la rengla del tres, sobre el que es troben dues parelles de dosos i dos acotxadors. L'enxaneta en canvi és únic i ha de traspassar els dos poms de dalt de manera consecutiva amb dues aletes (primer es carrega el tres i després la torre). El castell només es considera carregat si l'enxaneta ha fet l'aleta a la torre.

## Variants

### Amb dos enxanetes
El 5 de 7 amb dos enxanetes és una variant antiga del 5 de 7 que es fa amb dos poms de dalt independents (anomenats "pollegons"), d'una manera semblant com actualment passa amb l'estructura de set. En aquesta variant els dosos es col·loquen com si el cinc fossin dos tresos. Així, dels quatre dosos, dos són oberts i dos tancats. També hi ha dos acotxadors i dos enxanetes.

## Colles que han fet el 5 de 7
Actualment hi ha 54 colles castelleres que ha aconseguit carregar el 5 de 7, de les quals 53 l'han descarregat i 1, els Castellers de Castelldefels, que només l'han carregat i, per tant, no l'han descarregat mai. La taula següent mostra la data (any/mes/dia), diada i plaça en què les colles el carregaren i/o descarregaren per primera vegada:
| Núm. | Colla                                      | Carregat   | Diada                                           | Plaça                                    | Descarregat | Diada                                           | Plaça                                     |
| ---- | ------------------------------------------ | ---------- | ----------------------------------------------- | ---------------------------------------- | ----------- | ----------------------------------------------- | ----------------------------------------- |
| 1    | Colla Vella dels Xiquets de Valls          | 1931       |                                                 | L'Arboç                                  | 1931        |                                                 | L'Arboç                                   |
| 2    | Colla Nova dels Xiquets de Valls           | 1932-06-24 | Diada de Sant Joan                              | Valls                                    | 1932-06-24  | Diada de Sant Joan                              | Valls                                     |
| 3    | Mirons del Vendrell (Xiquets del Vendrell) | 1932-08    |                                                 | Llorenç del Penedès                      | 1932-08     |                                                 | Llorenç del Penedès                       |
| 4    | Colla Vella Xiquets de Tarragona           | 1935-09-23 |                                                 | Tarragona                                | 1935-09-23  |                                                 | Tarragona                                 |
| 5    | Castellers de Vilafranca                   | 1965-08-30 | Diada de Sant Fèlix                             | Plaça de la Vila, Vilafranca del Penedès | 1965-09-26  | II Gran Trofeu Jorba-Preciados                  | Avinguda del Portal de l'Àngel, Barcelona |
| 6    | Minyons de l'Arboç                         | 1971       |                                                 |                                          | 1971        |                                                 |                                           |
| 7    | Colla Joves Xiquets de Valls               | 1971-08-30 | Diada de Sant Fèlix                             | Plaça de la Vila, Vilafranca del Penedès | 1971-08-30  | Diada de Sant Fèlix                             | Plaça de la Vila, Vilafranca del Penedès  |
| 8    | Castellers de Barcelona                    | 1978-09-10 |                                                 | Altafulla                                | 1978-09-10  |                                                 | Altafulla                                 |
| 9    | Minyons de Terrassa                        | 1980       |                                                 |                                          | 1980        |                                                 |                                           |
| 10   | Xicots de Vilafranca                       | 1988       |                                                 | Vilafranca del Penedès                   | 1988        |                                                 | Vilafranca del Penedès                    |
| 11   | Castellers de Cornellà                     | 1992       |                                                 |                                          | 1992        |                                                 |                                           |
| 12   | Castellers de Sant Pere i Sant Pau         | 1993-09-19 |                                                 | Tarragona                                | 1993-09-19  |                                                 | Tarragona                                 |
| 13   | Xics de Granollers                         | 1994-09-11 |                                                 | Llinars del Vallès                       | 1994-09-11  |                                                 | Llinars del Vallès                        |
| 14   | Xiquets del Serrallo                       | 1990-08-19 |                                                 | Tarragona                                | 1995        |                                                 |                                           |
| 15   | Castellers de Sants                        | 1995-08    |                                                 | Sants, Barcelona                         | 1995-08     |                                                 | Sants, Barcelona                          |
| 16   | Colla Jove de Castellers de Sitges         | 1995-08-13 |                                                 | Sitges                                   | 1995-08-13  |                                                 | Sitges                                    |
| 17   | Castellers de Sabadell                     | 1995-11-12 | II Diada dels Saballuts                         | Plaça de Sant Roc, Sabadell              | 1995-11-12  | II Diada dels Saballuts                         | Plaça de Sant Roc, Sabadell               |
| 18   | Vailets de Gelida                          | 1996-10-20 |                                                 |                                          | 1996-10-20  |                                                 |                                           |
| 19   | Marrecs de Salt                            | 1997       |                                                 | Figueres                                 | 1997        |                                                 | Figueres                                  |
| 20   | Capgrossos de Mataró                       | 1997-04-20 |                                                 | Vilassar de Mar                          | 1997-06-01  |                                                 | Mataró                                    |
| 21   | Castellers de Lleida                       | 1997-09-07 |                                                 | Agramunt                                 | 1997-09-07  |                                                 | Agramunt                                  |
| 22   | Castellers de Sant Cugat                   | 1998-06-28 |                                                 | Sant Cugat del Vallès                    | 1998-06-28  |                                                 | Sant Cugat del Vallès                     |
| 23   | Castellers de Cerdanyola                   | 1999-11-06 | Vigília de la Diada dels Castellers de Cornellà | Cornellà de Llobregat                    | 1999-11-06  | Vigília de la Diada dels Castellers de Cornellà | Cornellà de Llobregat                     |
| 24   | Moixiganguers d'Igualada                   | 1999-11-21 |                                                 | Igualada                                 | 1999-11-21  |                                                 | Igualada                                  |
| 25   | Castellers de la Vila de Gràcia            | 2000-09-25 | Diada de la Mercè (Diada de colles locals)      | Plaça de Sant Jaume, Barcelona           | 2000-09-25  | Diada de la Mercè (Diada de colles locals)      | Plaça de Sant Jaume, Barcelona            |
| 26   | Castellers d'Esparreguera                  | 2001       |                                                 |                                          | 2001        |                                                 |                                           |
| 27   | Castellers de Mallorca                     | 2001-10-27 |                                                 | Palma                                    | 2001-10-27  |                                                 | Palma                                     |
| 28   | Castellers de Badalona                     | 2002-11-24 |                                                 | Badalona                                 | 2002-11-24  |                                                 | Badalona                                  |
| 29   | Margeners de Guissona                      | 2008-09-07 |                                                 | Guissona                                 | 2008-09-07  |                                                 | Guissona                                  |
| 30   | Castellers d'Esplugues                     | 2008-09-21 |                                                 | Esplugues de Llobregat                   | 2008-09-21  |                                                 | Esplugues de Llobregat                    |
| 31   | Castellers del Poble Sec                   | 2009-11-08 |                                                 | El Poble-sec, Barcelona                  | 2009-11-08  |                                                 | El Poble-sec, Barcelona                   |
| 32   | Nois de la Torre                           | 2010-09-05 |                                                 | Torredembarra                            | 2010-09-05  |                                                 | Torredembarra                             |
| 33   | Castellers d'Altafulla                     | 2010-11-07 |                                                 | Altafulla                                | 2010-11-07  |                                                 | Altafulla                                 |
| 34   | Castellers de la Sagrada Família           | 2011-10-02 | VIII Concurs de castells Vila de Torredembarra  | Plaça del Castell, Torredembarra         | 2011-10-02  | VIII Concurs de castells Vila de Torredembarra  | Plaça del Castell, Torredembarra          |
| 35   | Colla Castellera Jove de Barcelona         | 2012-09-24 | Diada de la Mercè (Diada de colles locals)      | Plaça de Sant Jaume, Barcelona           | 2012-09-24  | Diada de la Mercè (Diada de colles locals)      | Plaça de Sant Jaume, Barcelona            |
| 36   | Xiquets de Reus                            |            |                                                 |                                          |             |                                                 |                                           |
| 37   | Colla Castellera Ganàpies de la UAB        |            |                                                 |                                          |             |                                                 |                                           |
| 38   | Tirallongues de Manresa                    |            |                                                 |                                          |             |                                                 |                                           |
| 39   | Xiquets de la Vila d'Alcover               |            |                                                 |                                          |             |                                                 |                                           |
| 40   | Vailets de Ripollet                        |            |                                                 |                                          |             |                                                 |                                           |
| 41   | Castellers de Gavà                         |            |                                                 |                                          |             |                                                 |                                           |
| 42   | Colla Castellera de Figueres               |            |                                                 |                                          |             |                                                 |                                           |
| 43   | Ganxets de Reus                            |            |                                                 |                                          |             |                                                 |                                           |
| 44   | Colla Nova del Vendrell                    |            |                                                 |                                          |             |                                                 |                                           |
| 45   | Xiquets de Tarragona                       |            |                                                 |                                          |             |                                                 |                                           |
| 46   | Castellers de Sitges                       |            |                                                 |                                          |             |                                                 |                                           |
| 47   | Nens del Vendrell                          |            |                                                 |                                          |             |                                                 |                                           |
| 48   | Sagals d'Osona                             |            |                                                 |                                          |             |                                                 |                                           |
| 49   | Arreplegats de la Zona Universitària       |            |                                                 |                                          | 2004-05-07  |                                                 |                                           |
| 50   | Castellers de Santa Coloma                 |            |                                                 |                                          |             |                                                 |                                           |
| 51   | Castellers de Castelldefels                |            |                                                 |                                          |             |                                                 |                                           |
| 52   | Castellers de Terrassa                     |            |                                                 |                                          |             |                                                 |                                           |
| 53   | Al·lots de Llevant                         |            |                                                 |                                          |             |                                                 |                                           |
| 54   | Colla Jove Xiquets de Tarragona            |            |                                                 |                                          |             |                                                 |                                           |
| 55   | Matossers de Molins de Rei                 |            |                                                 |                                          | 2016-11-6   | XIV Diada dels Matossers                        | Molins de Rei                             |
| 56   | Castellers de Mollet                       |            |                                                 |                                          | 2018-10-28  | XXVI Diada dels Castellers de Mollet            | Mollet del Vallès                         |
| 57   | Esperxats de l'Estany                      | 2024-10-20 | Festa Major                                     | Passeig de la Indústria, Banyoles        | 2024-10-20  | Festa Major                                     | Passeig de la Indústria, Banyoles         |